# Judie Hoyt
Judie G. Hoyt ist eine amerikanische Filmproduzentin.
Hoyt begann 1975 beim Film Der Texaner mit Clint Eastwood zusammenzuarbeiten, nachdem Eastwood von Warner Brothers zu Universal Studios gewechselt war.
Über die Jahre setzten die beiden immer wieder an verschiedenen Filmen ihre Zusammenarbeit fort. 2004 wurde der von Hoyt produzierte Film Eastwoods, Mystic River, für einen Oscar in der Kategorie Bester Film nominiert.
2008 war Hoyt Jurymitglied des Paso Digital Film Fest.

## Filmographie (Auswahl)
- 1988: Das Todesspiel
- 2002: Blood Work
- 2003: Mystic River
- 2004: Million Dollar Baby
- 2006: Letters from Iwo Jima
- 2006: Flags of Our Fathers